# Israel la Concursul Muzical Eurovision 2010
Israel participă la concursul muzical Eurovision 2010. Faptul că interpretul Harel Skaat va reprezenta țara a fost decis încă din decembrie 2009, dar melodia pe care acesta o va interpreta a fost aleasă printr-un concurs național, Kdam Eurovision 2010. A fost aleasă melodia Milim. 